# Medycyna lotnicza
Medycyna lotnicza – dział medycyny zajmujący się badaniem, diagnostyką i leczeniem reakcji i zaburzeń organizmu, które powstały lub uległy zmianie w związku z działaniem (także niekontrolowanym) statku powietrznego i zjawisk fizycznych panujących w przestrzeni powietrznej oraz zagadnieniami medycznie pokrewnymi. W Polsce medycyna lotnicza jest specjalizacją lekarską, a jej konsultantem krajowym od 2 lipca 2019 jest lek. Rafał Marcin Wójcik.

## Badania lotniczo-lekarskie w polskim lotnictwie cywilnym
Badania lotniczo-lekarskie w polskim lotnictwie cywilnym nadzoruje Urząd Lotnictwa Cywilnego. Prezes tego urzędu:
- powołuje Naczelnego Lekarza Lotnictwa Cywilnego do orzekania zgodnie z prawem lotniczym i międzynarodowymi przepisami lotniczymi
- prowadzi rejestr lekarzy specjalistów medycyny lotniczej
- prowadzi listę lekarzy orzeczników medycyny lotniczej
- prowadzi listę centrów medycyny lotniczej.

Prawo lotnicze wymaga ważnego badania lotniczo-lekarskiego od każdego z poszczególnych specjalności członków personelu lotniczego i pokładowego statku powietrznego (wyjątki: pilot amator lotni oraz pilot amator paralotni). Badania lotniczo-lekarskie wykonują centra medycyny lotniczej oraz lekarze orzecznicy.       
Lekarze medycyny lotniczej z udokumentowaną specjalizacją wchodzą także w skład Państwowej Komisji Badania Wypadków Lotniczych.
Kwestie badań lotniczo-lekarskich w polskim lotnictwie cywilnym regulują zasadniczo artykuły 105–112 ustawy Prawo lotnicze.